# Korahane
Korahane ou Korohan est une localité et une commune rurale du Niger, département de Dakoro, région de Maradi.

## Géographie
La localité de Korahane est située à 23 km au nord-ouest du chef-lieu départemental Dakoro.
| Babankatami | Bérmo     | Bérmo       |
| Babankatami | Korahane  | Dakoro      |
| Adjékoria   | Adjékoria | Birni Lallé |

## Histoire
La commune rurale de Korahane instaurée en 2002, est issue du canton de Birni Lallé.

## Population
Lors du recensement général de 2012, la population communale est relevée à 12 577 habitants, dont 1 567 habitants pour la localité chef-lieu communal.

## Localités
La commune s'étend sur 18 villages 11 hameaux et 3 camps au centre-ouest du département de Dakoro.

## Services et infrastructures
- Centre de Santé Intégré (CSI) à Korahane[5].
- Collège d'enseignement général (CEG) à Korahane,
- Centre de formation des métiers (CFM) à Korahane.